# Homotherus varipes
Homotherus varipes är en stekelart som först beskrevs av Johann Ludwig Christian Gravenhorst 1829.  Homotherus varipes ingår i släktet Homotherus och familjen brokparasitsteklar. Arten är reproducerande i Sverige. Inga underarter finns listade i Catalogue of Life.